# 李右諫
李右諫（？—？），字袞思，江西南昌府豐城縣湖茫人，民籍，明朝政治人物。

## 生平
万历十六年（1588年）戊子科江西乡试举人，十七年（1589年）联捷己丑科进士。授绩溪县知县，调歙县知县，升兵部郎中，出为苏州府知府，升湖广布政使司参政，四十六年（1618年）五月调山东布政使司右参政、兵备兖東，泰昌元年（1620年）十月升湖广按察使，天启元年（1621年）六月升山东按察使。妖人徐鴻儒等倡乱，邹、滕震动，遂犯兖东，山东巡抚趙彥提兵往援，贼众分趋济南府。李右谏独保孤城，百计备御，坚壁清野，事平追治，多株连无辜，抚按不能决。李右谏虚心矢慎，勘录数萬言，极称平允，以功进湖广右布政使，官至南京太仆寺卿。

## 家族
父李東華。從弟李右讜。